# Margaret Odette
Margaret Odette (Euless, 10 gennaio 1980) è un'attrice statunitense.
È nota principalmente per il ruolo di Sasha Snow nella serie televisiva Sex/Life, distribuita da Netflix.

## Filmografia

### Cinema
- SWOP: I sesso dipendenti (Sleeping with Other People), regia di Leslye Headland (2015)

### Televisione
- Elementary – serie TV, episodio 6x18 (2018)
- Instinct – serie TV, episodio 2x07 (2019)
- Blindspot – serie TV, episodi 5x06 e 5x11 (2020)
- Sex/Life – serie TV, 14 episodi (2021-2023)
- Step Up: High Water – serie TV, 3 episodi (2022)

## Doppiatrici italiane
Nelle versioni in italiano dei suoi film, Margaret Odette è stata doppiata da:
- Rossella Acerbo in Sex/Life